# Pierre Sonnerat

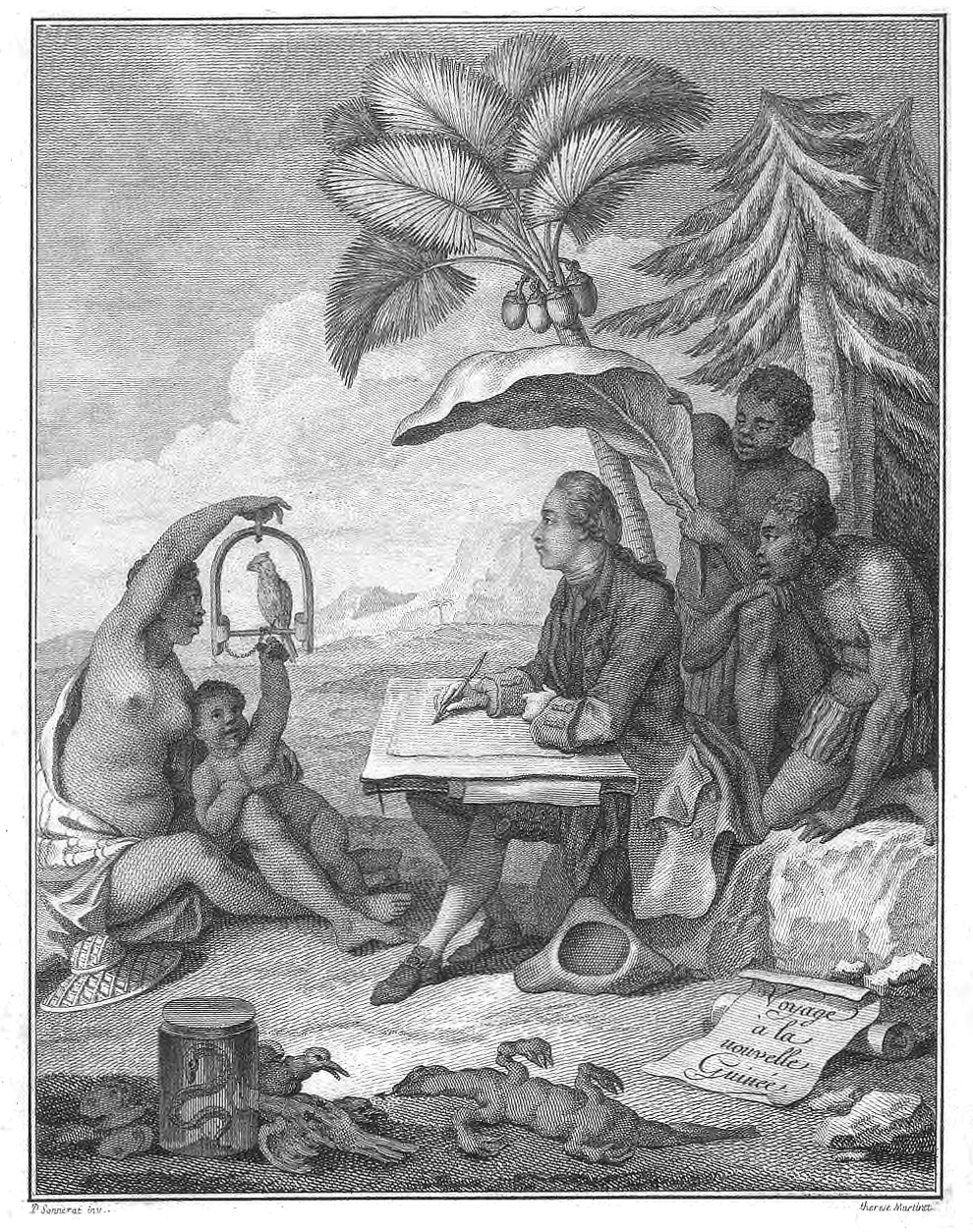
Pierre Sonnerat.

Pierre Sonnerat, född 18 augusti 1745 i Lyon, död 31 mars 1814 i Paris, var en fransk upptäcktsresande och naturforskare. 
Sonnerat flyttade som ung till ön Île-de-France och utforskade 1768–1805 ett stort antal av öarna i Indiska oceanen och Kinesiska sjön. De rika samlingarna därifrån tillföll naturhistoriska museet i Paris. Hans resebeskrivningar Voyage à la Nouvelle-Guinée (1776) och Voyage aux Indes orientales et à la Chine de 1774 à 1881 (2 band, 1782, 4 band, 1806) är värdefulla i synnerhet på det naturhistoriska området.